# 冶陶镇
冶陶镇，是中华人民共和国河北省邯郸市武安市下辖的一个乡镇级行政单位。

## 行政区划
冶陶镇下辖以下地区：
冶陶村、赵峪村、安子岭村、红门村、新庄村、琅矿村、苑府村、南杨庄村、偏亮村、牛庄村、大娥峪村、岭底村、七水岭村、固义村、牛头村、马村、固镇村、后山村、王二庄村、新安庄村和东安庄村。

## 中国传统村落
- 冶陶村
- 安子岭村
- 固义村